# Лысовка (Гадячский район)
Лысовка (укр. Лисівка) — село,
Лысовский сельский совет,
Гадячский район,
Полтавская область,
Украина.
Код КОАТУУ — 5320484101. Население по переписи 2001 года составляло 570 человек.
Является административным центром Лысовского сельского совета, в который, кроме того, входят сёла
Глубокое,
Круглое Озеро,
Малая Обуховка,
Млыны,
Перевоз и
Солдатово.

## Географическое положение
Село Лысовка находится на правом берегу реки Псёл,
выше по течению на расстоянии в 3 км расположено село Рашевка,
ниже по течению на расстоянии в 4 км расположены сёла Перевоз и Малая Обуховка,
на противоположном берегу — село Млыны.
Возле села протекает пересыхающий ручей с запрудой.
Река в этом месте извилистая, образует лиманы, старицы и заболоченные озёра.

## История
- Приблизительно 1670 год — дата основания села. Документальные свидетельства основания не сохранились. За легендой основателем поселения был казак, который имел фамилию Лысенко — отсюда и этимология названия, а в селе до сих пор есть Лысай яр — место первого казацкого поселения.

## Экономика
- ООО «Новые Мосты».

## Объекты социальной сферы
- Детский сад.
- Школа.
- Клуб.
- Дом культуры.
- Фельдшерско-акушерский пункт.
- Больница.
- Спортивная площадка.
- Стадион.

## Достопримечательности
- Братская могила советских воинов.